# توافقنامه پاریس
این توافق‌نامه در ۱۴ نوامبر ۲۰۰۴ برابر با ۲۴ آبان ۱۳۸۳ در پاریس بین ایران و سه کشور فرانسه، انگلیس و آلمان به امضاء رسید و به موجب آن ایران به عنوان اقدامی داوطلبانه در جهت اعتمادسازی -و نه به عنوان یک تعهد قانونی - پذیرفت که کلیه فعالیت‌های مربوط به غنی‌سازی و بازفرآوری مانند ساخت، تولید، نصب، آزمایش، سرهم‌بندی و راه‌اندازی سانتریفیوژهای گازی، و فعالیت‌های مربوط به جداسازی پلوتونیم را متوقف کند و در عوض اتحادیه اروپا سعی در پذیرش ایران در سازمان تجارت جهانی نماید. نماینده مذاکره‌کننده ایران سیروس ناصری به همراه سفیران وقت ایران در پاریس، لندن و برلین بودند.

## متن کامل موافقتنامه
در موافقت‌نامهٔ پاریس، ایران تعهدات زیر را پذیرفت:
– تأکید می‌کند که طبق ماده ۲ NPT، به‌دنبال اکتساب سلاح‌های هسته‌ای نبوده و نخواهد بود.
– تعهد به همکاری کامل و شفاف با آژانس بین‌المللی انرژی اتمی.
– ادامهٔ اجرای داوطلبانهٔ پروتکل الحاقی تا تصویب آن.
– ادامهٔ تعلیق براساس داوطلبانه و به منظور اعتمادسازی بیشتر و گسترش آن تا شامل تمامی فعالیت‌های مرتبط با غنی‌سازی و بازفرآوری و به‌ویژه این موارد گردد: ساخت و واردات سانتریفیوژهای گازی و قطعات آن‌ها، مونتاژ، نصب، آزمایش یا اداره سانتریفیوژهای گازی، کار در مورد جداسازی پلوتونیوم یا ساخت یا اداره هر تأسیسات جداسازی پلوتونیوم، و تمامی آزمایش‌ها یا تولید در هر نوع تأسیسات تبدیل اورانیوم. آژانس، در جریان این تعلیق قرار خواهدگرفت و از آن برای راستی‌آزمایی و نظارت بر تعلیق دعوت خواهد شد. تعلیق به موقع انجام خواهد شد، به گونه‌ای که آژانس قبل از اجلاس نوامبر شورای حکام آن را تأیید نماید. حفظ تعلیق مادامی که مذاکرات در مورد یک موافقت‌نامه ترتیبات درازمدت که مورد قبول طرفین باشد پیگیری می‌شود، حفظ خواهد شد و برای ادامه کل فرایند ضروری خواهد بود.
– این موافقت‌نامه، تضمین‌های عینی فراهم خواهد کرد که برنامه هسته‌ای ایران منحصراً برای مقاصد صلح‌جویانه می‌باشد.
تعهدات سه کشور اروپایی نیز به شرح زیر می‌باشد:
– به رسمیت شناختن حقوق ایران تحت NPT که مطابق با تعهداتش تحت معاهده و بدون تبعیض اعمال می‌شود.
– تعلیق، یک اقدام اعتمادساز داوطلبانه است و نه یک تعهد حقوقی.
– حمایت از گزارش مدیرکل به شورای حکام درصورتی که ضروری می‌بیند و در چارچوب اجرای موافقت نامه پادمان ایران و پروتکل الحاقی.
– حمایت از مدیرکل آژانس برای دعوت از ایران برای پیوستن به گروه کارشناسی رهیافت‌های چندجانبهٔ چرخه سوخت هسته‌ای.
– از سرگیری مذاکرات با اتحادیه اروپا در مورد موافقت‌نامه تجارت و همکاری پس از راستی آزمایی تعلیق.
– حمایت فعال از شروع مذاکرات الحاق ایران به WTO.
تعهدات مشترک ایران و سه کشور اروپایی نیز به این شرح می‌باشند:
– تأکید بر تعهد خود به NPT.
– آغاز مذاکرات با هدف دستیابی به موافقت‌نامه مورد قبول طرفین در مورد ترتیبات درازمدت. این موافقت‌نامه، تضمین‌های عینی برای مقاصد صرفاً صلح‌جویانه برنامه هسته‌ای ایران و همچنین تضمین‌های محکم در مورد همکاری‌های هسته‌ای، فنی و اقتصادی و تعهدات قطعی در مورد موضوعات امنیتی فراهم می‌کند. در این خصوص یک کمیتهٔ راهبری با سه کارگروه سیاسی و امنیتی، هسته‌ای، اقتصادی و فناوری ایجاد خواهد شد.
– تأکید بر قصد خود مبنی بر مبارزه با تروریسم، شامل فعالیت‌های القاعده و دیگر گروه‌های تروریستی
– تأیید حمایت مداوم از فرایند سیاسی در عراق با هدف استقرار یک دولت منتخب، طبق قانون اساسی.